# Чаткхил
Чаткхил (бенг. চাটখিল, англ. Chatkhil) — город и муниципалитет на юго-востоке Бангладеш, административный центр одноимённого подокруга. Площадь города равна 6,07 км². По данным переписи 2001 года, в городе проживало 28 817 человек, из которых мужчины составляли 48,45 %, женщины — соответственно 51,55 %. Уровень грамотности населения составлял 54,8 % (при среднем по Бангладеш показателе 43,1 %). 